# Ceratostema prietoi
Ceratostema prietoi är en ljungväxtart som beskrevs av A. C. Smith. Ceratostema prietoi ingår i släktet Ceratostema och familjen ljungväxter. Inga underarter finns listade i Catalogue of Life.